# Барсегян, Ашот Яковлевич
Ашо́т Я́ковлевич Барсегя́н (арм. Աշոտ Յակովի Բարսեղյան; род. 5 мая 1964, Ереван) — советский и армянский футболист, армянский футбольный тренер. Ныне является главным тренером футбольного клуба «Гандзасар». Отец Тиграна Барсегяна.

## Клубная карьера
Выступая за клуб «Бананц», Ашот Барсегян, стал первым футболистом Высшей лиги Армении, который забил 50 голов. Свой 50-й гол он забил 14 июня 1993 года в матче против эчмиадзинского «Звартноца». Проведя в первенствах Армении только полтора сезона и забив 54 гола в 43 встречах, Барсегян установил рекорд средней эффективности за матч — 1,25 гола за одну игру.
В дальнейшем Барсегян продолжил карьеру футболиста в Ливане. В следующем сезоне он перешёл в бейрутский «Оменетмен».

## Тренерская карьера
С 2003 года в роли ассистента работал в «Бананце». После ухода с поста главного тренера Оганеса Заназаняна в 2005 году Ашот Барсегян занял вакантную должность. Проработав сезон, покинул клуб. В конце мая 2006 года возглавил ереванскую «Киликию», отпраздновав победный дебют против «Гандзасара».
Но и здесь Барсегян задержался недолго, покинув расположение клуба в 2007 году. В этом же году возвратился в «Бананц» на должность ассистента, в которой проработал до осени 2009 года.
В связи увольнением Армена Гюльбудагянца стал исполняющим обязанности главного тренера.
С приходом в январе 2010 года Стевицы Кузмановского вернулся на роль ассистента.
Однако затем Барсегян возглавил «Бананц-2», выступающий в Первой лиге, вследствие чего был освобождён от должности ассистента и полностью сосредоточился на работе в фарм-клубе «Бананца».
В мае 2011 года решением руководства «Бананца» Ашот Барсегян был уволен с поста главного тренера «Бананц-2».

## Достижения
- «Бананц»
- как игрок:
  - Бронзовый призёр чемпионата Армении: 1992
  - Обладатель Кубка Армении: 1992
- как тренер:
  - Серебряный призёр чемпионата Армении: 2003, 2006, 2007
  - Обладатель Кубка Армении: 2007
  - Финалист Кубка Армении: 2003, 2004, 2008, 2009
  - Финалист Суперкубка Армении: 2005, 2008